# Thân vương quốc Volyn
Thân vương quốc Volyn là một thân vương quốc ở phần phía tây của Kiev Rus', do vương triều Rurik thành lập vào năm 987 với trung tâm là khu vực Volyn, nằm trên biên giới của Ukraina, Belarus và Ba Lan ngày nay. Từ năm 1069 đến năm 1118, lãnh địa thuộc về nhánh Izyaslav, họ chủ yếu cai trị từ Turov. Sau khi mất Turov vào tay nhánh Monomakhov vào năm 1105, hậu duệ của Iziaslav Yaroslavovich tiếp tục cai trị Volyn trong vài năm. Từ năm 1154 đến năm 1199, lãnh địa được gọi là Thân vương quốc Volodymyr khi Thân vương quốc Lutsk (1154–1228) được tách ra.

## Lãnh thổ
Thân vương quốc nắm giữ các vùng đất của khu vực lịch sử Volyn, và có nguồn gốc tên gọi từ đó. Thủ đô của thân vương quốc cũng như thành phố lớn nhất và quan trọng nhất của khu vực là Volodymyr. Các thành phố đáng chú ý khác trong thân vương quốc bao gồm Kremenets, Lutsk, Busk, Dorogobuzh, Brest, Belz, DuBetz và Shumsk.

## Lịch sử

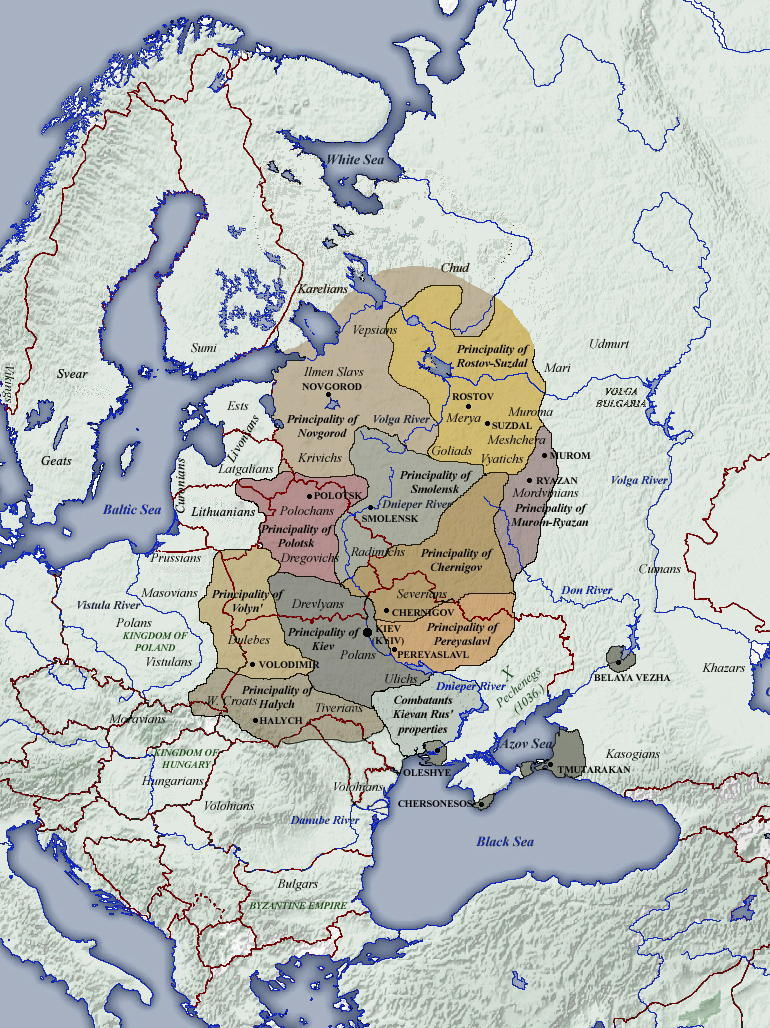
Thân vương quốc Volyn có màu be.

Thân vương quốc Volyn cùng với nhà nước anh em là Thân vương quốc Halych được thành lập bởi các con trai của triều đại Rurik cầm quyền ở Kiev. Sau khi Kiev Rus' chia cắt, thân vương quốc giành được quyền tự trị vào năm 1154.
Sau cái chết của Thân vương Halych Volodymyr Yaroslavovych vào năm 1199, dòng Halych của triều đại Rurik đã tuyệt tự và Thân vương Volyn là Roman Vĩ đại sáp nhập thân vương quốc, chuyển trụ sở của mình đến thành phố Halych cũ và thành lập Vương quốc Galicia-Volyn thống nhất.

## Thân vương
- 987–1013 Vsevolod Volodymyrovych (em trai của Yaroslav Thông thái)

### Nhánh Rurik/ Yaroslavov
- ? – 1054 Sviatoslav II của Kiev (con trai của Yaroslav Thông thái)
- 1054–1057 Igor Yaroslavich (con trai của Yaroslav Thông thái)

### Nhánh Rurik / Volodymyr
- 1057–1064 Rostislav của Tmutarakan

### Nhánh Yaroslav / Izyaslav
- 1069–1086 Yaropolk Izyaslavich (Quốc vương của Rus kể từ 1078)
  - 1073–1078 Nhánh Oleg chiếm giữ (Oleg I của Chernigov)
  - 1086–1100 Nhánh Ihorevych chiếm giữ (Davyd Ihorevych)
- 1099–1100 Mstislav Svyatopolchych
- 1100–1118 Yaroslav Svyatopolchych

### Nhánh Monomakhov
- 1118–1119 Roman Volodymyrovych
- 1119–1135 Andrew Tốt
- 1135–1141 Iziaslav II của Kiev
  - 1141–1146 Nhánh Oleg chiếm giữ Sviatoslav III của Kiev
- 1146–1149 Volodymyr của Dorohobuzh

### Nhánh Monomakhov / Mstislav (dòng đích)
- 1149–1151 Iziaslav II của Kiev
- 1149–1154 Svyatopolk Mstislavych
- 1154–1157 Vladimir III Mstislavich
- 1157–1170 Mstislav II của Kiev
- 1170–1205 Roman Vĩ đại
  - 1205–1208 Nhánh Olhovychi-Ihorevychi chiếm giữ Galicia-Volyn (Svyatoslav III Igorevich)
- 1208–1215 Oleksandr của Belz
- 1215–1238 Daniel của Galicia
- 1238–1269 Vasylko Romanovych
- 1269–1289 Volodymyr Vasylkovych
- 1289–k. 1292 Mstyslav Danylovych
- k. 1292–1301 Lev I của Galicia
- 1301–1308 Yuri I của Galicia
- 1308–1323 Andrew của Galicia

### Piast vs Rurik
- 1323–1325 Volodymyr Lvovych
- 1325–1340 Yuri II Boleslav
  - 1323–1349 các boyar Halych do Dmytro Dedko lãnh đạo

### Gedeminas
- 1340–1392 Chiến tranh kế vị Vương quốc Rus' giữa Ba Lan và Litva
  - 1340–1384 Demetrius của Liubar
  - 1366–1370 Oleksandr Korybut
  - 1384–1392 Fedir Liubartovych
- 1430s–1452 Švitrigaila trong nội chiến tại Litva